# 江洲城址
江洲城址，位于湖南省衡阳市常宁市，是商周时期的古城遗址，为衡阳市文物保护单位。

## 发掘过程
2014年11月，湖南省考古研究所副所长吴顺东正带领一群考古工作者去国家级重点文物保护单位水口山铅锌矿冶遗址进行考古工作。
吴顺东发现常宁市湘江与茭河交汇处有一个三角洲地带，地形地势适合早期人类的居住，就带队开始调勘，挖掘出了商周时期的古城墙、护城河。